# Sorcellerie (Kindoki)
Albums de Roga-Roga & Extra-Musica
La Main Noire
(2006)
Sorcellerie (Kindoki) est un album de l’artiste congolais Roga-Roga avec son orchestre Extra-Musica sorti en 2011.

## Liste des titres
| 1. | Sorcellerie                | 06:18 |
| 2. | Les Goûts et Les Couleurs  | 07:17 |
| 3. | Racine IV                  | 06:02 |
| 4. | Flo Mokiono                | 06:57 |
| 5. | La Sap                     | 07:53 |
| 6. | Nzambé Mokonzi             | 07:05 |
| 7. | Brice Anga Golo            | 06:15 |
| 8. | Musicien                   | 09:02 |
| 9. | Congo United (feat. Passi) | 03:49 |

| 1. | Kindoki      | 09:01 |
| 2. | Vrai PDG     | 05:44 |
| 3. | Gaetan Kodia | 08:17 |
| 4. | Le Meilleur  | 08:11 |
| 5. | Rosalin      | 09:31 |
| 6. | Jule Maswa   | 06:38 |
| 7. | Mak          | 06:20 |
| 8. | Gael Bitoma  | 09:00 |
| 9. | Mariage      | 06:10 |